# ズメウ
ズメウ（Zmeu）とは主に、ルーマニアの民話に登場するドラゴンまたはドラゴン風の龍人（竜人）をいう。
ギリシャなど他の東欧の民話にも同様の怪物がみられる。

## 説明

### ルーマニア民話
ルーマニア民話にみられる龍人の例として、たとえば「勇士アゲラン」に登場するサルコテア王、アラム王（銅龍）、アルジンツァン王（銀龍）、アウラール王（金龍）、アゲマント王が挙げられる。これらの龍人は、龍人のように強いうえに神通力のある鉄砲を用いているとはいえ人間であるアゲランにより、たやすく殺されている。彼は神に洗礼と共に授かった11倍の速度で成長する加護と神から授かった銃が持てる。また、アゲマント王の娘であるスクリピチョアーサ姫（光輝姫）はアゲランに助け、八本足の竜馬を贈られます。アゲランの心も捕らえる美しい女性だとされている。しかし、その継母であるズブルチャがアゲランに襲いかかる際には、顎が東西に届くほどに大きく口を開けたと描写されている。
民話「勇士ペトレアとイレアナ」に登場する龍人は、元々7人兄弟だったがペトレアに6人までが殺され、1人は外見が美しかったために命は取られなかったが監禁される。龍人たちが居住していた豪華な館は、ペトレアと彼の母に占拠された。龍人がいる部屋に入ることをペトレアに禁じられた母は彼の留守中に入り、美しい男性の姿をした龍人を見つけて言葉を交わすうち、互いに親しくなる。龍人といつも一緒に過ごしたくなった母はペトレアを殺すことにし、龍人は彼女にさまざまな方法を助言する。
一方、ルーマニアには別の側面を持つズメウたちも存在しており、それは幽霊や吸血鬼のような存在である。長い炎のような姿だが、家に入ると人間に化ける。トランシルヴァニアでは若い少女の姿をしながら、羊飼いを誘惑して羊もろとも性交をするという。貞操を守るためにはニンニクとクサノオウと蜜蝋を混ぜたものが有効とされ、これはルーマニアの吸血鬼伝承と混在している。
ズメウは黄金の林檎を盗んできた説話もあり、勇者に退治されるという。

### 他の東欧民話
ギリシャではドラーケ（竜人）とも呼ばれ、しばしば愚か者で40人もの兄弟を持つとされる。姿は人間に似ているが醜く、時折女性を誘拐する山怪として登場する。